# Comasina
Die Comasina (nach der alten Strada Comasina, also der „Straße nach Como“, benannt) ist ein Stadtteil der norditalienischen Großstadt Mailand. Er befindet sich im Norden der Stadt an der Grenze zu Novate und gehört zum 9. Stadtbezirk.
Es wurde zwischen 1954 und 1963 als Wohnviertel „auf der grünen Wiese“ gebaut.

## Geschichte

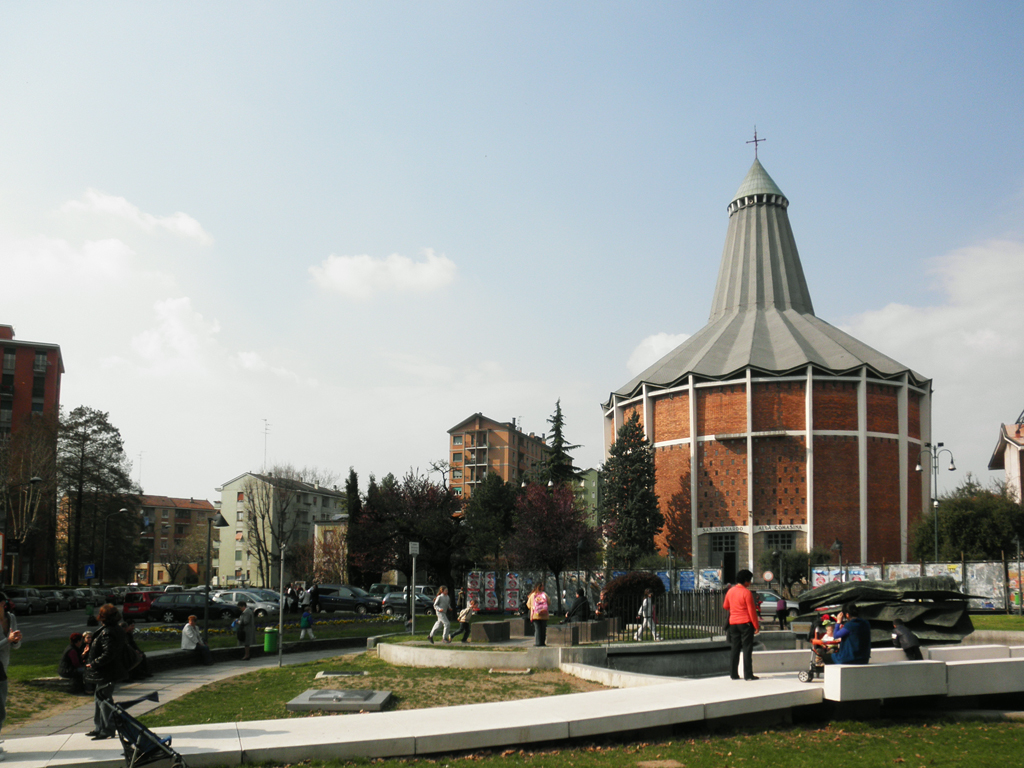
Das Stadtteilzentrum mit der Pfarrkirche

Das Viertel wurde ab 1953 vom IACP unter der Leitung vom Architekten Irenio Diotallevi nach dem Konzept des quartiere autosufficiente („selbstständiges Stadtviertel“), also eines Stadtviertels mit allen nötigen dienstlichen, kulturellen und kommerziellen Einrichtungen.
Nach dem unerwarteten und frühzeitigen Tod Diotallevis (1954) wurde die Leitung der Planungsgruppe vom Architekten Camillo Rossetti übernommen.
Der Bau wurde von verschiedenen Quellen finanziert (IACP, INA-Casa, Stadt Mailand, Gesetze „Romita“ und „Tupini“) und die Häuser würden von vielen verschiedenen Architekten entworfen (darunter Bottoni, De Carlo, Lingeri).

## Städtebauliches Konzept
Das Viertel ist in vier Wohngebieten geteilt; jedes Wohngebiet wurde für ca. 2500 Einwohner geplant und hat einen Kindergarten, eine Lädengruppe für den täglichen Bedarf und eine Grünanlage mit Spielplatz.
In der Mitte zwischen den Wohngebieten befindet sich das Stadtteilzentrum, mit der Pfarrkirche, Schulen aller Arten, besondere Läden und Verwaltungsbüros.
Das Stadtteilzentrum ist aus allen Wohngebieten über Fußgängerstraßen erreichbar.
Trotz allen Bemühungen wurde aus mehreren Seiten eine mangelnde Kohärenz in der architektonischen Gestaltung kritisiert. Als weiteres Problem der ersten Jahre war die verspätete Fertigstellung der dienstlichen Einrichtungen.